# Carex tungfangensis
Carex tungfangensis là một loài thực vật có hoa trong họ Cói. Loài này được L.K.Dai & S.M.Huang mô tả khoa học đầu tiên năm 1977.